# Yūki Yoshida
Yūki Yoshida ou Yuuki Yoshida (吉田有希, Yoshida Yūki), alias YUUKI, est une chanteuse et actrice japonaise née le 29 mars 1989 à Tōkyō. Elle débute en 2002 en tant qu’idole japonaise avec le groupe pop Springs aux côtés de Aya Hirano et de la future Maria, sortant avec lui un album et quatre singles en 2003 chez EMI Music Japan. Elle a aussi joué dans une dizaine de drama télévisés entre 1996 et 2005. Elle rejoint en 2006 le groupe Sound Horizon, avec le nom de scène YUUKI, enregistrant avec lui deux albums et deux singles chez King Records. 